# Komorlī
Komorlī (persiska: كمرلی) är en ort i Iran.   Den ligger i provinsen Golestan, i den norra delen av landet, 500 km nordost om huvudstaden Teheran. Komorlī ligger 1 041 meter över havet och antalet invånare är 323.
Terrängen runt Komorlī är kuperad. Runt Komorlī är det ganska glesbefolkat, med 48 invånare per kvadratkilometer. Närmaste större samhälle är Kasan, 6,2 km söder om Komorlī. Trakten runt Komorlī består till största delen av jordbruksmark.